# Eacles oslari
Oslar's Eacles (Eacles oslari) là một loài bướm đêm thuộc họ Saturniidae. Nó được tìm thấy ở Santa Rita, Patagonia, Atascosa và [[dãy núi Huachuca|dãy núi Huachuca of miền nam Arizona phía nam into Sonora, Sinaloa và Chihuahua in México.
The wingspan 112–146 mm. Con trưởng thành bay từ tháng 7 đến tháng 8.
Ấu trùng ăn Quercus oblongifolia, Quercus emoryi và Sapindus saponaria drummondii.

## Hình ảnh

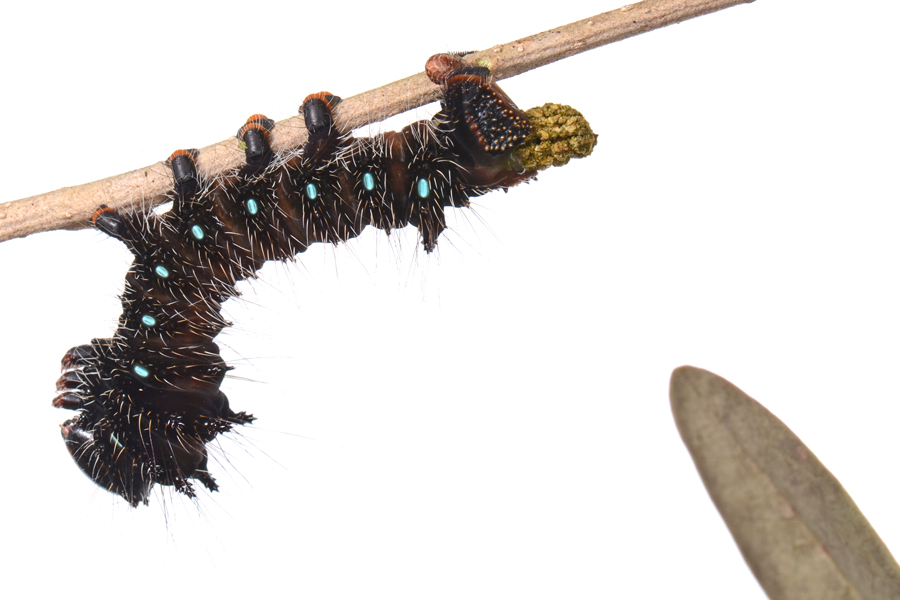